# 御船町立上野小学校
御船町立上野小学校（みふねちょうりつ うえのしょうがっこう）は、かつて熊本県上益城郡御船町にあった小学校。

## 沿革
- 1874年（明治 7年） - 上野小学校創立
- 1888年（明治21年） - 上野尋常小学校と改称
- 1910年（明治43年） - 上野尋常高等小学校と改称
- 1941年（昭和16年）4月 - 上野国民学校と改称
- 1946年（昭和21年）4月 - 七滝村立上野小学校と改称
- 1955年（昭和30年）1月 - 御船町立上野小学校と改称
- 2005年（平成17年）3月 - 御船町立田代西部小学校を統合
- 2007年（平成19年）4月 - 御船町立七滝小学校、御船町立田代東部小学校と統合し御船町立七滝中央小学校へ